# Jan Heintze
Jan Heintze (Tårnby, 17 agosto 1963) è un ex calciatore danese, di ruolo difensore sinistro o centrocampista.
Cominciò e terminò la sua carriera nei Paesi Bassi, con il PSV. Fece parte della squadra del PSV che vinse la Coppa dei Campioni nel Coppa dei Campioni 1987-1988.
Giocò 86 gare per la Danimarca nell'arco di 15 anni, prendendo parte a quattro tornei tra Europei e Mondiali, capitanando la sua nazionale negli ultimi due anni prima del ritiro, avvenuto nel 2003.

## Carriera

### Club
Heintze cominciò a giocare per il Tårnby Boldklub. Ebbe una breve esperienza al KB, a fianco del futuro campione Michael Laudrup, ma presto si trasferì al Kastrup Boldklub (gennaio 1981), squadra di prima divisione. Dopo che la squadra retrocesse, il diciassettenne Heintze rimase al Kastrup per volere della madre.
Fu prelevato dal PSV nel 1982, come ala sinistra. Una volta in Olanda, arretrò in difesa, e dopo una prima stagione parca di presenze, fece suo il ruolo di terzino sinistro. Vinse sei Eredivisie e una Coppa dei Campioni con il PSV (che all'epoca includeva altri tre danesi, Frank Arnesen, Søren Lerby e Ivan Nielsen), prima dell'arrivo dell'allenatore Aad de Mos che non lo volle in squadra. Heintze andò quindi a giocare in Bundesliga, al Bayer Uerdingen, nel 1994, e quando l'Uerdingen retrocedette, nel 1996, andò al Bayer Leverkusen, guidato da Christoph Daum, allenatore con cui il Bayer giunse nei primi tre posti in classifica per tre anni di fila. Heintze ritornò al PSV, per chiudere la carriera, nel 1999, con il vecchio compagno di squadra Eric Gerets come allenatore. Vicino ai 40 anni, aiutò il giovane Wilfred Bouma ad affermarsi in squadra come nuovo difensore sinistro. Vinse altri tre campionati olandesi prima del ritiro, nel 2003.

### Nazionale
Heintze debuttò con la Danimarca il 29 aprile 1987, in una gara di qualificazione al campionato d'Europa 1988, contro la Finlandia, vinta 1-0. Giocò tutti i tre incontri della fase finale di Euro 88, benché la Danimarca li perse tutti.
In occasione dell'ultima gara di qualificazione al campionato d'Europa 1992 contro la Jugoslavia, il 1º giugno 1991, l'allora suo club, il PSV, voleva che restasse in Olanda a giocare un importante match di campionato. Lui decise di partire con la sua Nazionale, benché fossero già eliminati. Una volta in ritiro con la Danimarca, seppe che il CT Richard Møller Nielsen non lo avrebbe fatto giocare. Dopo essersi consultato con alcuni dirigenti del PSV, che volevano ancora che rientrasse, decise di tornare in Olanda senza che Møller Nielsen lo sapesse. Di nuovo a Eindhoven, Heintze scoprì che non era schierabile nella gara del PSV dato che era previsto che avrebbe giocato con la sua Nazionale. Heintze dovette vedere il match da bordo campo, e, come punizione per aver lasciato il ritiro danese, ricevette un anno di allontanamento dalla Nazionale da parte di Møller Nielsen.
Il bando terminò poco prima di Euro 1992, e Heintze fu di nuovo convocato: un infortunio però lo tenne lontano dal campo. Così, non poté prendere parte ai vittoriosi europei, ai quali la Danimarca partecipava dopo che la Jugoslavia era stata esclusa a causa della guerra. Giocò ancora quattro gare sotto la guida di Møller Nielsen, prima di un lungo periodo in cui non venne mai chiamato.
Quando la DBU assunse come nuovo CT Bo Johansson, nel 1996, Heintze venne nuovamente convocato e poté partecipare al campionato del mondo 1998 e al campionato d'Europa 2000. Dopo il ritiro dalle gare internazionali di Peter Schmeichel nell'aprile 2001, Heintze capitanò il suo paese, guidato in panchina da Morten Olsen, al campionato del mondo 2002. In quel torneo Heintze soffrì molto il caldo, e, dopo essere stato sostituito nel secondo match, guardò gli altri due dalla panchina, prima dell'eliminazione.
Chiuse la carriera in Nazionale dopo quella competizione, a 38 anni. Continuò invece a giocare nel PSV per ancora una stagione.
Il 5 giugno 1999, nella partita di qualificazione al campionato d'Europa 2000 contro la Bielorussia, Heintze realizzò un gol direttamente da calcio d'angolo.

## Statistiche

### Cronologia presenze e reti in Nazionale
| Cronologia completa delle presenze e delle reti in nazionale ― Danimarca | Cronologia completa delle presenze e delle reti in nazionale ― Danimarca | Cronologia completa delle presenze e delle reti in nazionale ― Danimarca | Cronologia completa delle presenze e delle reti in nazionale ― Danimarca | Cronologia completa delle presenze e delle reti in nazionale ― Danimarca | Cronologia completa delle presenze e delle reti in nazionale ― Danimarca | Cronologia completa delle presenze e delle reti in nazionale ― Danimarca | Cronologia completa delle presenze e delle reti in nazionale ― Danimarca |
| Data                                                                     | Città                                                                    | In casa                                                                  | Risultato                                                                | Ospiti                                                                   | Competizione                                                             | Reti                                                                     | Note                                                                     |
| ------------------------------------------------------------------------ | ------------------------------------------------------------------------ | ------------------------------------------------------------------------ | ------------------------------------------------------------------------ | ------------------------------------------------------------------------ | ------------------------------------------------------------------------ | ------------------------------------------------------------------------ | ------------------------------------------------------------------------ |
| 29-4-1987                                                                | Helsinki                                                                 | Finlandia                                                                | 0 – 1                                                                    | Danimarca                                                                | Qual. Euro 1988                                                          | -                                                                        |                                                                          |
| 23-9-1987                                                                | Amburgo                                                                  | Germania Ovest                                                           | 1 – 0                                                                    | Danimarca                                                                | Amichevole                                                               | -                                                                        |                                                                          |
| 14-10-1987                                                               | Copenaghen                                                               | Danimarca                                                                | 1 – 0                                                                    | Galles                                                                   | Qual. Euro 1988                                                          | -                                                                        | 46’                                                                      |
| 27-4-1988                                                                | Vienna                                                                   | Austria                                                                  | 1 – 0                                                                    | Danimarca                                                                | Amichevole                                                               | -                                                                        |                                                                          |
| 1-6-1988                                                                 | Aarhus                                                                   | Danimarca                                                                | 0 – 1                                                                    | Cecoslovacchia                                                           | Amichevole                                                               | -                                                                        |                                                                          |
| 5-6-1988                                                                 | Odense                                                                   | Danimarca                                                                | 3 – 1                                                                    | Belgio                                                                   | Amichevole                                                               | -                                                                        |                                                                          |
| 11-6-1988                                                                | Hannover                                                                 | Danimarca                                                                | 2 – 3                                                                    | Spagna                                                                   | Euro 1988 - 1º turno                                                     | -                                                                        |                                                                          |
| 14-6-1988                                                                | Gelsenkirchen                                                            | Germania Ovest                                                           | 2 – 0                                                                    | Danimarca                                                                | Euro 1988 - 1º turno                                                     | -                                                                        |                                                                          |
| 17-6-1988                                                                | Colonia                                                                  | Italia                                                                   | 2 – 0                                                                    | Danimarca                                                                | Euro 1988 - 1º turno                                                     | -                                                                        |                                                                          |
| 14-9-1988                                                                | Londra                                                                   | Inghilterra                                                              | 1 – 0                                                                    | Danimarca                                                                | Amichevole                                                               | -                                                                        | 65’                                                                      |
| 28-9-1988                                                                | Copenaghen                                                               | Danimarca                                                                | 1 – 0                                                                    | Islanda                                                                  | Amichevole                                                               | -                                                                        |                                                                          |
| 19-10-1988                                                               | Amarousio                                                                | Grecia                                                                   | 1 – 1                                                                    | Danimarca                                                                | Qual. Mondiali 1990                                                      | -                                                                        | 34’                                                                      |
| 2-11-1988                                                                | Copenaghen                                                               | Danimarca                                                                | 1 – 1                                                                    | Bulgaria                                                                 | Qual. Mondiali 1990                                                      | -                                                                        | 76’                                                                      |
| 22-2-1989                                                                | Pisa                                                                     | Italia                                                                   | 1 – 0                                                                    | Danimarca                                                                | Amichevole                                                               | -                                                                        |                                                                          |
| 26-4-1989                                                                | Sofia                                                                    | Bulgaria                                                                 | 0 – 2                                                                    | Danimarca                                                                | Qual. Mondiali 1990                                                      | -                                                                        | 9’                                                                       |
| 14-6-1989                                                                | Copenaghen                                                               | Danimarca                                                                | 6 – 0                                                                    | Svezia                                                                   | Amichevole                                                               | -                                                                        | 64’                                                                      |
| 18-6-1989                                                                | Copenaghen                                                               | Danimarca                                                                | 4 – 0                                                                    | Brasile                                                                  | Amichevole                                                               | -                                                                        |                                                                          |
| 6-9-1989                                                                 | Amsterdam                                                                | Paesi Bassi                                                              | 2 – 2                                                                    | Danimarca                                                                | Amichevole                                                               | 1                                                                        |                                                                          |
| 11-10-1989                                                               | Copenaghen                                                               | Danimarca                                                                | 3 – 0                                                                    | Romania                                                                  | Qual. Mondiali 1990                                                      | -                                                                        |                                                                          |
| 5-9-1990                                                                 | Västerås                                                                 | Svezia                                                                   | 0 – 1                                                                    | Danimarca                                                                | Amichevole                                                               | -                                                                        |                                                                          |
| 10-10-1990                                                               | Copenaghen                                                               | Danimarca                                                                | 4 – 1                                                                    | Fær Øer                                                                  | Qual. Euro 1992                                                          | -                                                                        |                                                                          |
| 17-10-1990                                                               | Belfast                                                                  | Irlanda del Nord                                                         | 1 – 1                                                                    | Danimarca                                                                | Qual. Euro 1992                                                          | -                                                                        |                                                                          |
| 14-11-1990                                                               | Copenaghen                                                               | Danimarca                                                                | 0 – 2                                                                    | Jugoslavia                                                               | Qual. Euro 1992                                                          | -                                                                        |                                                                          |
| 9-4-1991                                                                 | Odense                                                                   | Danimarca                                                                | 1 – 1                                                                    | Bulgaria                                                                 | Amichevole                                                               | -                                                                        | 46’                                                                      |
| 26-8-1992                                                                | Riga                                                                     | Lettonia                                                                 | 0 – 0                                                                    | Danimarca                                                                | Qual. Mondiali 1994                                                      | -                                                                        |                                                                          |
| 9-9-1992                                                                 | Copenaghen                                                               | Danimarca                                                                | 1 – 2                                                                    | Svizzera                                                                 | Amichevole                                                               | -                                                                        | 88’                                                                      |
| 14-10-1992                                                               | Copenaghen                                                               | Danimarca                                                                | 0 – 0                                                                    | Irlanda                                                                  | Qual. Mondiali 1994                                                      | -                                                                        |                                                                          |
| 18-11-1992                                                               | Belfast                                                                  | Irlanda del Nord                                                         | 0 – 1                                                                    | Danimarca                                                                | Qual. Mondiali 1994                                                      | -                                                                        |                                                                          |
| 9-11-1996                                                                | Copenaghen                                                               | Danimarca                                                                | 1 – 0                                                                    | Francia                                                                  | Amichevole                                                               | -                                                                        |                                                                          |
| 29-3-1997                                                                | Spalato                                                                  | Croazia                                                                  | 1 – 1                                                                    | Danimarca                                                                | Qual. Mondiali 1998                                                      | -                                                                        |                                                                          |
| 30-4-1997                                                                | Copenaghen                                                               | Danimarca                                                                | 4 – 0                                                                    | Slovenia                                                                 | Qual. Mondiali 1998                                                      | -                                                                        |                                                                          |
| 8-6-1997                                                                 | Copenaghen                                                               | Danimarca                                                                | 2 – 0                                                                    | Bosnia ed Erzegovina                                                     | Qual. Mondiali 1998                                                      | -                                                                        | 80’                                                                      |
| 20-8-1997                                                                | Zenica                                                                   | Bosnia ed Erzegovina                                                     | 3 – 0                                                                    | Danimarca                                                                | Qual. Mondiali 1998                                                      | -                                                                        |                                                                          |
| 10-9-1997                                                                | Copenaghen                                                               | Danimarca                                                                | 3 – 1                                                                    | Croazia                                                                  | Qual. Mondiali 1998                                                      | -                                                                        |                                                                          |
| 11-10-1997                                                               | Atene                                                                    | Grecia                                                                   | 0 – 0                                                                    | Danimarca                                                                | Qual. Mondiali 1998                                                      | -                                                                        |                                                                          |
| 25-3-1998                                                                | Glasgow                                                                  | Scozia                                                                   | 0 – 1                                                                    | Danimarca                                                                | Amichevole                                                               | -                                                                        |                                                                          |
| 22-4-1998                                                                | Copenaghen                                                               | Danimarca                                                                | 0 – 2                                                                    | Norvegia                                                                 | Amichevole                                                               | -                                                                        |                                                                          |
| 28-5-1998                                                                | Malmö                                                                    | Svezia                                                                   | 3 – 0                                                                    | Danimarca                                                                | Amichevole                                                               | -                                                                        |                                                                          |
| 5-6-1998                                                                 | Copenaghen                                                               | Danimarca                                                                | 1 – 2                                                                    | Camerun                                                                  | Amichevole                                                               | -                                                                        | 46’                                                                      |
| 12-6-1998                                                                | Lens                                                                     | Arabia Saudita                                                           | 0 – 1                                                                    | Danimarca                                                                | Mondiali 1998 - 1º turno                                                 | -                                                                        | 83’                                                                      |
| 18-6-1998                                                                | Tolosa                                                                   | Sudafrica                                                                | 1 – 1                                                                    | Danimarca                                                                | Mondiali 1998 - 1º turno                                                 | -                                                                        | 58’                                                                      |
| 24-6-1998                                                                | Lione                                                                    | Francia                                                                  | 2 – 1                                                                    | Danimarca                                                                | Mondiali 1998 - 1º turno                                                 | -                                                                        |                                                                          |
| 28-6-1998                                                                | Saint-Denis                                                              | Nigeria                                                                  | 1 – 4                                                                    | Danimarca                                                                | Mondiali 1998 - Ottavi di finale                                         | -                                                                        |                                                                          |
| 3-7-1998                                                                 | Nantes                                                                   | Brasile                                                                  | 3 – 2                                                                    | Danimarca                                                                | Mondiali 1998 - Quarti di finale                                         | -                                                                        |                                                                          |
| 19-8-1998                                                                | Praga                                                                    | Rep. Ceca                                                                | 1 – 0                                                                    | Danimarca                                                                | Amichevole                                                               | -                                                                        |                                                                          |
| 5-9-1998                                                                 | Minsk                                                                    | Bielorussia                                                              | 0 – 0                                                                    | Danimarca                                                                | Qual. Euro 2000                                                          | -                                                                        |                                                                          |
| 10-10-1998                                                               | Copenaghen                                                               | Danimarca                                                                | 1 – 2                                                                    | Galles                                                                   | Qual. Euro 2000                                                          | -                                                                        |                                                                          |
| 14-10-1998                                                               | Zurigo                                                                   | Svizzera                                                                 | 1 – 1                                                                    | Danimarca                                                                | Qual. Euro 2000                                                          | -                                                                        |                                                                          |
| 10-2-1999                                                                | Spalato                                                                  | Croazia                                                                  | 0 – 1                                                                    | Danimarca                                                                | Amichevole                                                               | -                                                                        |                                                                          |
| 27-3-1999                                                                | Copenaghen                                                               | Danimarca                                                                | 1 – 2                                                                    | Italia                                                                   | Qual. Euro 2000                                                          | -                                                                        |                                                                          |
| 28-4-1999                                                                | Copenaghen                                                               | Danimarca                                                                | 1 – 1                                                                    | Sudafrica                                                                | Amichevole                                                               | -                                                                        |                                                                          |
| 5-6-1999                                                                 | Copenaghen                                                               | Danimarca                                                                | 1 – 0                                                                    | Bielorussia                                                              | Qual. Euro 2000                                                          | 1                                                                        |                                                                          |
| 9-6-1999                                                                 | Liverpool                                                                | Galles                                                                   | 0 – 2                                                                    | Danimarca                                                                | Qual. Euro 2000                                                          | -                                                                        |                                                                          |
| 18-8-1999                                                                | Copenaghen                                                               | Danimarca                                                                | 0 – 0                                                                    | Paesi Bassi                                                              | Amichevole                                                               | -                                                                        | 46’                                                                      |
| 4-9-1999                                                                 | Odense                                                                   | Danimarca                                                                | 2 – 1                                                                    | Svizzera                                                                 | Qual. Euro 2000                                                          | -                                                                        |                                                                          |
| 8-9-1999                                                                 | Napoli                                                                   | Italia                                                                   | 2 – 3                                                                    | Danimarca                                                                | Qual. Euro 2000                                                          | -                                                                        |                                                                          |
| 10-10-1999                                                               | Copenaghen                                                               | Danimarca                                                                | 0 – 0                                                                    | Iran                                                                     | Amichevole                                                               | -                                                                        | 46’                                                                      |
| 13-11-1999                                                               | Haifa                                                                    | Israele                                                                  | 0 – 5                                                                    | Danimarca                                                                | Qual. Euro 2000                                                          | -                                                                        |                                                                          |
| 17-11-1999                                                               | Copenaghen                                                               | Danimarca                                                                | 3 – 0                                                                    | Israele                                                                  | Qual. Euro 2000                                                          | -                                                                        |                                                                          |
| 29-3-2000                                                                | Leiria                                                                   | Portogallo                                                               | 2 – 1                                                                    | Danimarca                                                                | Amichevole                                                               | -                                                                        | 46’                                                                      |
| 26-4-2000                                                                | Copenaghen                                                               | Danimarca                                                                | 0 – 1                                                                    | Svezia                                                                   | Amichevole                                                               | -                                                                        |                                                                          |
| 3-6-2000                                                                 | Odense                                                                   | Danimarca                                                                | 2 – 2                                                                    | Belgio                                                                   | Amichevole                                                               | -                                                                        |                                                                          |
| 11-6-2000                                                                | Bruges                                                                   | Francia                                                                  | 3 – 0                                                                    | Danimarca                                                                | Euro 2000 - 1º turno                                                     | -                                                                        |                                                                          |
| 16-6-2000                                                                | Rotterdam                                                                | Danimarca                                                                | 0 – 3                                                                    | Paesi Bassi                                                              | Euro 2000 - 1º turno                                                     | -                                                                        |                                                                          |
| 21-6-2000                                                                | Liegi                                                                    | Rep. Ceca                                                                | 2 – 0                                                                    | Danimarca                                                                | Euro 2000 - 1º turno                                                     | -                                                                        | 68’                                                                      |
| 16-8-2000                                                                | Tórshavn                                                                 | Fær Øer                                                                  | 0 – 2                                                                    | Danimarca                                                                | Amichevole                                                               | -                                                                        |                                                                          |
| 2-9-2000                                                                 | Reykjavík                                                                | Islanda                                                                  | 1 – 2                                                                    | Danimarca                                                                | Qual. Mondiali 2002                                                      | -                                                                        |                                                                          |
| 7-10-2000                                                                | Belfast                                                                  | Irlanda del Nord                                                         | 1 – 1                                                                    | Danimarca                                                                | Qual. Mondiali 2002                                                      | -                                                                        |                                                                          |
| 11-10-2000                                                               | Copenaghen                                                               | Danimarca                                                                | 1 – 1                                                                    | Bulgaria                                                                 | Qual. Mondiali 2002                                                      | -                                                                        |                                                                          |
| 15-11-2000                                                               | Copenaghen                                                               | Danimarca                                                                | 2 – 1                                                                    | Germania                                                                 | Amichevole                                                               | -                                                                        | cap. 70’                                                                 |
| 24-3-2001                                                                | Ta' Qali                                                                 | Malta                                                                    | 0 – 5                                                                    | Danimarca                                                                | Qual. Mondiali 2002                                                      | 1                                                                        | cap.                                                                     |
| 28-3-2001                                                                | Praga                                                                    | Rep. Ceca                                                                | 0 – 0                                                                    | Danimarca                                                                | Qual. Mondiali 2002                                                      | -                                                                        | cap. 64’                                                                 |
| 25-4-2001                                                                | Copenaghen                                                               | Danimarca                                                                | 3 – 0                                                                    | Slovenia                                                                 | Amichevole                                                               | -                                                                        | 87’                                                                      |
| 2-6-2001                                                                 | Copenaghen                                                               | Danimarca                                                                | 2 – 1                                                                    | Rep. Ceca                                                                | Qual. Mondiali 2002                                                      | -                                                                        | cap.                                                                     |
| 6-6-2001                                                                 | Copenaghen                                                               | Danimarca                                                                | 2 – 1                                                                    | Malta                                                                    | Qual. Mondiali 2002                                                      | -                                                                        | cap.                                                                     |
| 15-8-2001                                                                | Nantes                                                                   | Francia                                                                  | 1 – 0                                                                    | Danimarca                                                                | Amichevole                                                               | -                                                                        | cap.                                                                     |
| 1-9-2001                                                                 | Copenaghen                                                               | Danimarca                                                                | 1 – 1                                                                    | Irlanda del Nord                                                         | Qual. Mondiali 2002                                                      | -                                                                        | cap.                                                                     |
| 5-9-2001                                                                 | Sofia                                                                    | Bulgaria                                                                 | 0 – 2                                                                    | Danimarca                                                                | Qual. Mondiali 2002                                                      | -                                                                        | cap.                                                                     |
| 6-10-2001                                                                | Copenaghen                                                               | Danimarca                                                                | 6 – 0                                                                    | Islanda                                                                  | Qual. Mondiali 2002                                                      | -                                                                        | cap.                                                                     |
| 10-11-2001                                                               | Copenaghen                                                               | Danimarca                                                                | 1 – 1                                                                    | Paesi Bassi                                                              | Amichevole                                                               | -                                                                        | cap.                                                                     |
| 27-3-2002                                                                | Dublino                                                                  | Irlanda                                                                  | 3 – 0                                                                    | Danimarca                                                                | Amichevole                                                               | -                                                                        | cap. 81’                                                                 |
| 17-4-2002                                                                | Copenaghen                                                               | Danimarca                                                                | 3 – 1                                                                    | Israele                                                                  | Amichevole                                                               | 1                                                                        | cap. 80’                                                                 |
| 17-5-2002                                                                | Copenaghen                                                               | Danimarca                                                                | 2 – 1                                                                    | Camerun                                                                  | Amichevole                                                               | -                                                                        | cap. 87’                                                                 |
| 26-5-2002                                                                | Wakayama                                                                 | Danimarca                                                                | 2 – 1                                                                    | Tunisia                                                                  | Amichevole                                                               | -                                                                        | cap.                                                                     |
| 1-6-2002                                                                 | Ulsan                                                                    | Uruguay                                                                  | 1 – 2                                                                    | Danimarca                                                                | Mondiali 2002 - 1º turno                                                 | -                                                                        | cap. 34’ 58’                                                             |
| 6-6-2002                                                                 | Taegu                                                                    | Danimarca                                                                | 1 – 1                                                                    | Senegal                                                                  | Mondiali 2002 - 1º turno                                                 | -                                                                        | cap.                                                                     |
| Totale                                                                   |                                                                          | Presenze                                                                 | 86                                                                       |                                                                          | Reti                                                                     | 4                                                                        |                                                                          |

## Palmarès

### Club

#### Competizioni nazionali
- Campionato olandese: 9  (record condiviso con Johan Cruijff)

PSV Eindhoven: 1985-1986, 1986-1987, 1987-1988, 1988-1989, 1990-1991, 1991-1992, 1999-2000, 2000-2001, 2002-2003
- Coppa dei Paesi Bassi: 3

PSV Eindhoven: 1987-1988, 1988-1989, 1989-1990
- Supercoppa dei Paesi Bassi: 3

PSV Eindhoven: 1992, 2000, 2001

#### Competizioni internazionali
- Coppa dei Campioni: 1

PSV Eindhoven: 1987-1988